# Il metodo Catalanotti
Il metodo Catalanotti è un romanzo di Andrea Camilleri, con protagonista il Commissario Montalbano, pubblicato da Sellerio il 31 maggio 2018.

## Trama
Questa volta l'indagine del commissario Montalbano non si apre con la solita telefonata di Catarella, ma con il vice Mimì Augello che, piombando a casa del commissario in piena notte, gli racconta di aver casualmente trovato un cadavere in un appartamento disabitato durante un suo incontro amoroso. Quasi contemporaneamente viene ritrovato morto nel suo appartamento Carmelo Catalanotti, usuraio, regista teatrale, ideatore di un ingegnoso e traumatico metodo recitativo che mette in condizione l'attore di entrare in un personaggio lavorando sui propri segreti più oscuri e nascosti: delle vere e proprie sedute psicanalitiche fuori dall'ordinario in cui il regista fa leva sulla parte più oscura dell'animo dell'attore.
Sullo sfondo di violenze domestiche taciute e di sedute psicanalitiche "borderline" al fine della perfetta rappresentazione teatrale, Montalbano arriverà alla risoluzione del caso, un caso in cui drammaturgia e realtà si confondono, in cui i cadaveri possono scomparire come in una pantomima, e in cui una giovane "picciotta" capo della scientifica farà innamorare il commissario con una passione e un desiderio che non provava da troppi anni e che, credeva, non sarebbe mai più riuscito a provare.

## Edizioni
- Andrea Camilleri, Il metodo Catalanotti, Prima ed., Sellerio Editore, 2018,  p. 293, ISBN 88-3893796-6.